# Franek Kluski

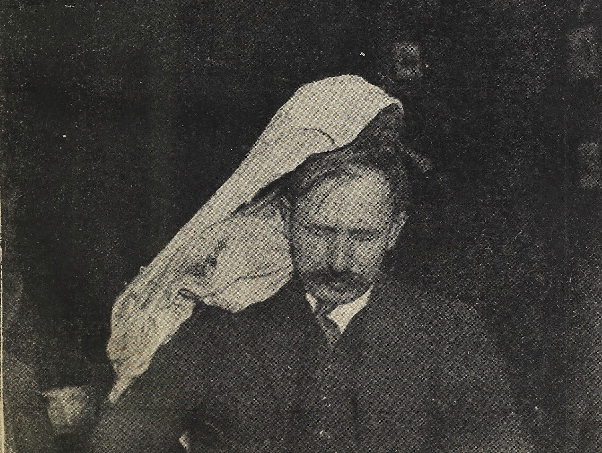
Franek Kluski

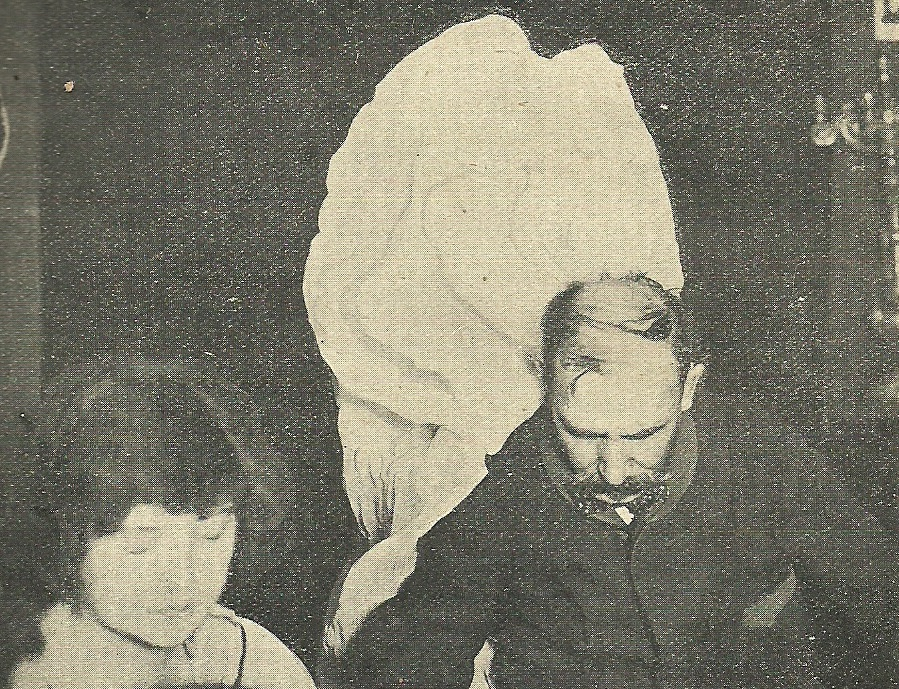
Kluski med tygfantom.

Franek Kluski, pseudonym för Teofil Modrzejewski, född 1873 i Warszawa, död 22 januari 1943, var ett polskt medium.
Enligt den franske forskaren Gustav Geley blev Kluski medveten om sina paranormala förmågor redan under barndomen. Dessa sägs bland annat ha bestått av så kallad materialisation, i hans fall fysiskt återskapande av mänskliga lemmar och av olika djur vid seanser.
Läkaren Antônio da Silva Mello ifrågasatte dock trovärdigheten hos Kluskis seanser, och illusionisterna Carlos María de Heredia och Harry Houdini kom på möjliga sätt att uppnå samma resultat som Kluski.
Vid sidan av Geley försvarade även författaren Arthur Conan Doyle polacken Franek Kluskis seanser. 

## Bekännelse
Ett par författare har senare hävdat att Kluski själv kallade sig bedragare och skojare, bland andra Joseph Rinn i sin bok Sixty Years of Psychical Research (1950) och forskaren Melvin Harris.

## Kulski i andra sammanhang
- Låten The Kluski Report inleder albumet Galaxy II (2021) av musikgruppen Amason. Namnet anspelar uppenbart på Franek Kluski.